# Cannabis Corpse
Cannabis Corpse est un groupe américain de death metal, originaire de Richmond, en Virginie. Depuis, Cannabis Corpse compte six albums studio et deux EP. Le groupe est composé de membres de Municipal Waste et Antietam 1862,.
Cannabis Corpse est formé à Richmond, en Virginie en 2006 sous le label Forcefield.

## Histoire
En 1999, le bassiste/guitariste Philip « Landphil » Hall invente le nom « Cannabis Corpse » avec son frère Josh « HallHammer » Hall. Le groupe original était composé de Landphil au chant et d'une recrue nommée John Gonzalez (de Nehema) à la guitare. John déménage à Hawaï et le groupe est mis en veilleuse jusqu'en 2006, lorsque Phil achète un enregistreur multi-piste. Les frères, ainsi qu'Andy « Weedgrinder » Horn, enregistrent une démo pour le groupe, qui devient Blunted at Birth. Peu de temps après, ils sont signés en tant que premier groupe sur Forcefield Records, basé à Richmond, en Virginie, dont les fondateurs étaient des amis à eux.
Leur nom est une parodie du nom du groupe vétéran de death metal Cannibal Corpse. Alors que les chansons de Cannabis Corpse sont entièrement originales, les titres de leurs albums et de leurs chansons sont des parodies des titres d'albums et de chansons d'autres groupes de death metal (par exemple, Tube of the Resinated contre Tomb of the Mutilated de Cannibal Corpse).
Cannabis Corpse apparaît brièvement dans le film de la BBC In the Loop.
Cannabis Corpse fait une tournée en Europe en 2013 avec Ghoul, et a annoncé qu'il avait signé avec Season of Mist sur son site web.

## Discographie
- 2006 : Blunted at Birth (album, Forcefield Records)
- 2008 : Tube of the Resinated (album, Forcefield Records)
- 2009 : The Weeding (EP, Tankcrimes Records)
- 2011 : Blame It on Bud (single, Tankcrimes Records)
- 2011 : Beneath Grow Lights Thou Shalt Rise (album, Tankcrimes Records)
- 2014 : Splatterhash (split avec Ghoul, Tankcrimes Records)
- 2014 : From Wisdom to Baked (album, Season of Mist)
- 2017 : Left Hand Pass (album, Season of Mist)
- 2019 : Nug So Vile (album, Season of Mist)